# Магнитотеллурическое зондирование
Магнитотеллурическое зондирование (МТЗ) Земли — один из методов индукционных зондирований Земли, использующий измерения естественного электромагнитного поля. Применяется при геофизических исследованиях. Метод создан в 1950 году советским геофизиком А. Н. Тихоновым. Существенный вклад в развитие метода также внёс французский учёный Л. Каньяр. Значительный вклад в теорию МТЗ внесли М. Н. Бердичевский, В. И. Дмитриев; в настоящее время метод широко используется как один из методов разведочной геофизики и физики Земли, разрабатываются новые способы повышения точности исследований в работах учёных из таких стран, как Россия, США, Франция, Китай.

## Область применения
МТЗ используется:
- при исследовании геологического строения земной коры на глубинах до многих сотен километров в фундаментальной геофизике (фундаментальной и в прямом, и в переносном смысле);
- в электроразведке при исследованиях на глубинах от первых десятков метров до первых десятков километров:
  - для поиска и разведки месторождений полезных ископаемых:
    - рудных: уран, никель, медь, платина и др.;
    - нерудных: фосфор, соли, алмаз, графит, геотермальные ресурсы, керамическое сырьё, стройматериалы и др.;
    - горючих: угли, нефть, газ и др.;

  - для решения инженерно-геологических и гидрогеологических задач;
  - для регионального изучения геологических структур.

## Физический смысл
Источниками электромагнитного поля в МТЗ являются естественные источники электромагнитных колебаний в ионосфере (например, порождаемые грозовой активностью Земли и активностью Солнца (солнечный ветер)).
Глубина проникновения электромагнитного поля в среду зависит от электрической проводимости самой среды и от частоты поля (чем ниже частота, тем глубже проникает поле) — скин-эффект.

## Модификации метода
Существуют модификации этого метода:
- глубинное МТЗ (ГМТЗ) применяется для исследований до глубин в сотни километров;
- МТЗ в звуковом диапазоне частот (аудио-МТЗ, АМТЗ) применяется для малоглубинных (но более детальных) исследований;
- для исследований в высокоширотных регионах Земли разработан специальный обобщённый вариант МТЗ[5];
- МТЗ в полях известных радиостанций (Радио-МТЗ, RMT, Radio-MT);
- Возможно применение вариантов данного метода на других планетах, если там есть достаточно сильный источник естественных электромагнитных полей в интересующем нас диапазоне частот, который, в свою очередь, определяется интересующим нас диапазоном глубин.

МТЗ направлено на вычисление или оценку удельного электрического сопротивления и зависимость его от глубины: {\displaystyle \rho =\rho (z)}. Для этого МТЗ изучает частотную характеристику {\displaystyle \rho _{k}(\omega )} геологического разреза, называемую кажущимся удельным сопротивлением.
В первых работах создателей МТЗ (Тихонов А. Н., Каньяр Л. и др.) предполагалось изучать зависимость кажущегося удельного сопротивления от частоты:
{\displaystyle \rho _{k}(\omega )={\frac {|Z(\omega )|^{2}}{\omega \mu }},}
при этом вертикальное магнитное поле предполагалось равным нулю, а модель Земли предполагалась одномерной, то есть горизонтально-слоистой. Здесь {\displaystyle Z(\omega )} есть одномерный магнитотеллурический импеданс: грубо говоря,
{\displaystyle Z(\omega )={\frac {E(\omega )}{H(\omega )}},}
где {\displaystyle E(\omega )} и {\displaystyle H(\omega ),} — напряжённость электрического и магнитного полей, измеренных на поверхности Земли, {\displaystyle \omega } — угловая частота.
В 1980-х годах среди геофизиков-практиков в ходу была такая поговорка, имевшая саркастическую окраску:
Есть {\displaystyle B_{z}}, нет  {\displaystyle B_{z}} — 
Будем делать МТЗ,
смысл которой состоял в том, что хотя теоретической предпосылкой МТЗ в то время было равенство нулю {\displaystyle B_{z}} (вертикальная компонента магнитного поля), но на практике это условие грубо нарушалось, на что полевикам приходилось закрывать глаза. Последующее развитие МТЗ сняло необходимость этой предпосылки с помощью введения трёхмерных моделей ({\displaystyle \rho =\rho (x,y,z)}), трёхмерного моделирования полей и 2x2-тензора импеданса.
В 1960 г. пришло понимание того, что скалярного кажущегося сопротивления недостаточно, и, в результате работ Бердичевского и Кантуэлла стал использоваться 2x2-тензор магнитотеллурического импеданса, состоящий из 4 комплексных функций частоты:
{\displaystyle Z(\omega )={\begin{pmatrix}Z_{xx}(\omega )&Z_{xy}(\omega )\\Z_{yx}(\omega )&Z_{yy}(\omega )\end{pmatrix}}}.
Для применения 2x2-тензора магнитотеллурического импеданса необходимо использовать двумерные или трёхмерные (а не слоистые) модели Земли, иначе матрица магнитотеллурического импеданса выродится в антидиагональную. В дальнейшем появилось понимание также того факта, что и вертикальная компонента магнитного поля ({\displaystyle B_{z}}) тоже может быть весьма полезной. Это привело к построению некоторого аналога магнитотеллурического импеданса — вектора типпера (он же индукционный вектор или вектор Визе-Паркинсона). Следующим развитием стало построение обобщённого 2x3-тензора импеданса
{\displaystyle Z(\omega )={\begin{pmatrix}Z_{xx}(\omega )&Z_{xy}(\omega )&Z_{xz}(\omega )\\Z_{yx}(\omega )&Z_{yy}(\omega )&Z_{yz}(\omega )\end{pmatrix}}},
позволяющего работать методом МТЗ не только в средних широтах, но и в высоких широтах, то есть вблизи от ионосферного источника.
Для магнитотеллурического зондирования используются магнитотеллурические станции и наборы датчиков.

## Магнитотеллурические датчики
Для зондирования используются датчики электрического и магнитного поля. Датчиками магнитного поля могут быть магнитометры и катушки. Датчиком электрического поля является пара электродов, закопанных в землю на определённом расстоянии. Обычно используется расположение датчиков, позволяющее измерить взаимно ортогональные составляющие электрического и магнитного поля Земли, для чего одну пару датчиков (электрический и магнитный) ориентируют по направлению сервер-юг, а вторую — по направлению запад-восток. Выводы датчиков подключаются к магнитотеллурической станции.

## Магнитотеллурическая станция
Магнитотеллурическая станция (см. рисунок) предназначена для записи данных с датчиков электрического и магнитного поля во временной последовательности на носитель информации. Некоторые варианты исполнения магнитотеллурической станции предусматривают также обработку данных.

## Этапы исследования
Данные, записанные магнитотеллурической станцией, переносятся на автоматизированное рабочее место геофизика-интерпретатора, где он с помощью специализированного программного обеспечения получает на основе этих данных информацию об электрической проводимости глубинного слоя на каждой из исследуемых глубин. Этапы этой работы включают:
1. получение функций отклика {\displaystyle Z(\omega )}, {\displaystyle \rho _{k}(\omega )} и других. Этот этап называется обработкой измеренных данных. Этот этап включает процедуры частотного анализа (фильтрация, получение коэффициентов ряда Фурье) и процедуры работы с матрицами (инверсия матриц методом Мура-Пенроуза, либо сингулярное разложение матриц);
2. инверсия (трансформация) функций отклика вразрез, состоящий из земных слоёв. Решение обратной задачи МТЗ обычно включает в себя решение прямой задачи и один из методов подбора. Трансформация функций отклика применяется тогда, когда требуется быстрая, но грубая оценка геоэлектрического разреза. Иногда эта оценка превращается в оценку качества измеренных данных, в таких случаях измерения приходится повторять.

Первый этап может сопровождаться ручной корректировкой или отбраковкой данных по ряду частотных и временных показателей.
Второй этап тоже может сопровождаться ручной корректировкой или отбраковкой данных, например, по ряду пространственных показателей (так, может оказаться, что на ряде пикетов наблюдения данные имеют неприемлемое качество по тем или иным причинам, которые обычно выясняются в процессе работы).
Помимо этого, второй этап сопровождается введением априорной геофизической модели, что обуславливается тем, что обратная задача МТЗ имеет множество различных решений, из которых интерпретатор выбирает геофизически наиболее достоверную.

## Интерпретация данных
Интерпретацию данных МТЗ проводят в рамках 1D, 2D, а в последнее время и 3D моделей. Самые первые подходы к численному решению обратной задачи для магнитотеллурических зондирований были разработаны в середине прошлого века. Палетки и программы для одномерной интерпретации данных МТЗ широко распространены и находятся в открытом доступе.
В настоящее время стандартом интерпретации являются алгоритмы двумерной инверсии (Reboc, WinGlink, ZondMT2D).
Несмотря на развитие компьютерной техники, обратная трёхмерная задача из-за высокой ресурсоёмкости, пока широко не используется.